# ۱۰۸۲ (قمری)
۱۰۸۲ (قمری)، هزار و هشتاد و دومین سال در گاهشماری هجری قمری است. اول محرم این سال برابر با دهم مه سال ۱۶۷۱ میلادی است.